# 大雁泡
大雁泡是一个位于中国吉林省镇赉县的湖泊，面积约为3.1平方千米，平均水深约为1.7米。